# BMW F 800 S/ST
Die BMW F 800 S und BMW F 800 ST sind Motorräder des Fahrzeugherstellers BMW. Sie wurden von 2006 bis 2012 im BMW-Werk Berlin in Spandau endmontiert. Die Entwicklungszeit von den Konzeptstudien bis zur Serienreife betrug 47 Monate. Verkaufsstart war im September 2006. Die Modellbezeichnung ST bedeutet Straße/Touring. Das Nachfolgemodell in der Baureihe K71 ist die BMW F 800 GT.

## Entwicklung und Beschreibung
Das Motorrad war nach der F 800 S das zweite Modell der F-800-Baureihe und wird von einem Rotax-Motor angetrieben, den BMW und Rotax gemeinsam entwickelten. Die F 800 ST ist weitgehend baugleich mit der BMW F 800 S, hat jedoch eine Vollverkleidung, einen tourentauglicheren, höheren Rohrlenker, eine höhere Scheibe, andere Bereifung und eine serienmäßige Gepäckbrücke sowie eine bequemere Sitzbank und eine lackierte Vorderradabdeckung.

### Antrieb
Der wassergekühlte Zweizylinder-Viertaktmotor erzeugt aus 798 cm³ Hubraum eine Nennleistung von 62,5 kW (85 PS) bei einem Verdichtungsverhältnis von 12 : 1 und hat ein maximales Drehmoment von 86 Nm bei einer Drehzahl von 5800 min−1. Die zwei um 30 Grad nach vorn geneigten Zylinder des Reihenmotors haben eine Bohrung von 82 mm Durchmesser. Die Kolben haben einen Hub von 75,6 mm. Im Zylinderkopf liegen zwei obenliegende Nockenwellen (DOHC), die über Schlepphebel zwei Einlass- und zwei Auslassventile steuern. 

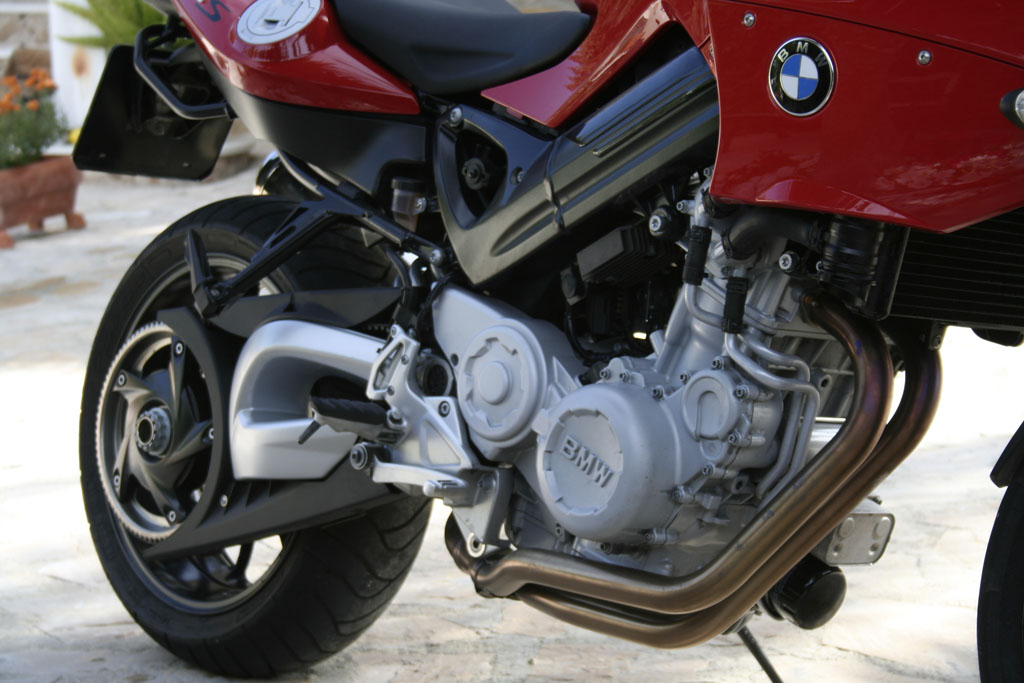
Detailansicht des Rotax 804 mit Sekundärantrieb

Die beiden Kolben des Parallel-Twins bewegen sich gleichzeitig auf und ab (Gleichläufer) und haben eine gleichmäßige Zündfolge. Der Zündabstand von 360° hat bauartbedingte Vorteile bei der Leistungs- und Drehmomententfaltung. Für den Massenausgleich erster Ordnung sitzt in der Mitte der Kurbelwelle ein Exzenter, der über ein Pleuel ein auf einer Schwinge gelagertes Gegengewicht bewegt. Der Motor wurde von Rotax im oberösterreichischen Gunskirchen produziert und einbaufertig in das BMW-Werk nach Berlin geliefert.
Das Motorrad beschleunigt in 3,8 Sekunden von 0 auf 100 km/h und erreicht eine Höchstgeschwindigkeit von 221 km/h. Als Verbrauch wurden bei konstant 130 km/h  4,1 l auf 100 km (800 S) angegeben.

### Kraftübertragung
Der Primärtrieb arbeitet mit Zahnrädern. Eine mechanisch betätigte Mehrscheibenkupplung im Ölbad trennt die Kraft und ein klauengeschaltetes Getriebe mit sechs Gängen wandelt das Drehmoment. Als Sekundärantrieb wählte BMW einen Zahnriemen, da dieses nahezu wartungsfreie System sich bereits bei dem Tourer BMW F 650 CS bewährt hatte. Wegen deutlichen Lastwechselreaktionen und besorgniserregenden Geräuschen beim Schalten rüstete BMW wenige Monate nach Markteinführung der F 800 eine Ruckdämpfung des Sekundärantriebs und eine Scheibe auf einer Getriebewelle nach.

### Elektrische Anlage
Die Starterbatterie hat eine Kapazität von 14 Amperestunden und versorgt den elektrischen Anlasser. Die Lichtmaschine erzeugt eine elektrische Leistung von 400 Watt.

### Kraftstoffversorgung
Das Kraftstoff-Luft-Gemisch bildet eine elektronisch gesteuerte Saugrohreinspritzung. Eine Motorsteuerung (BMS-K) regelt sie über zwei 46 Millimeter große Drosselklappen.
Der durchschnittliche Kraftstoffverbrauch beträgt 4,5 Liter auf 100 km. Der Kraftstofftank ist unter der Sitzbank angeordnet und fasst 16 Liter, davon sind 4 Liter Reserve. Der Hersteller empfiehlt bleifreies Motorenbenzin mit einer Klopffestigkeit von mindestens 95 Oktan. Ein geregelter Drei-Wege-Katalysator mit Sekundärluftsystem behandelt das Abgas nach; mit ihm unterschreitet das Motorrad die Schadstoffgrenzwerte der Abgasnorm Euro-3.

### Rahmen und Fahrwerk
Die F 800 S/ST hat einen Brückenrahmen aus Aluminium-Profilen und -Gussteilen. Das Rahmenheck besteht aus Stahlrohr und ist an vier Punkten mit dem Brückenrahmen verschraubt. Das Hinterrad wird von einer Einarmschwinge aus Aluminiumguss mit Zentralfederbein gefedert. Das Vorderrad wird von einer Teleskopgabel mit 43 mm Standrohrdurchmesser und 125 mm Federweg geführt. Der Motor ist an acht Stellen mit dem Brückenrahmen verschraubt und hat eine tragende Funktion.
Am Vorderrad verzögert eine hydraulisch betätigte Doppelscheibenbremse mit Vierkolbenbremssattel, hinten eine Scheibenbremse mit Einkolbenschwimmsattel. Ein serienmäßiges Antiblockiersystem unterstützt die Verzögerung an beiden Bremsen. Die ST wiegt fahrfertig 209 kg, maximal dürfen 194 kg zugeladen werden.

### Zubehör
Gegen Mehrpreis wurde ein Bordcomputer angeboten, der eine Kraftstoffrest- und Ganganzeige hat sowie die Kühlmitteltemperatur, Durchschnittsgeschwindigkeit und -verbrauch, Momentanverbrauch, Reichweite und Umgebungstemperatur anzeigt.

## Technische Daten

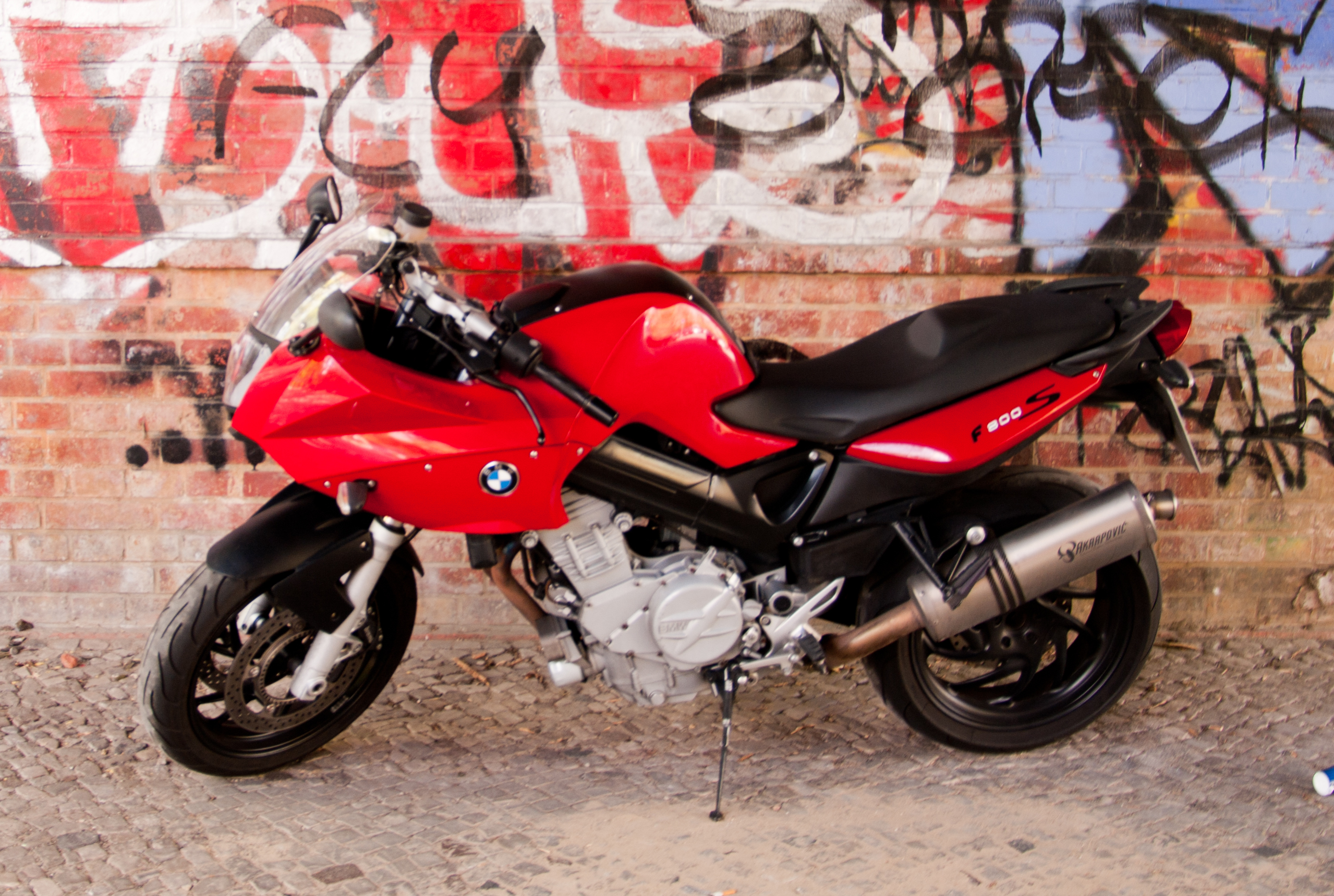
BMW F 800 S

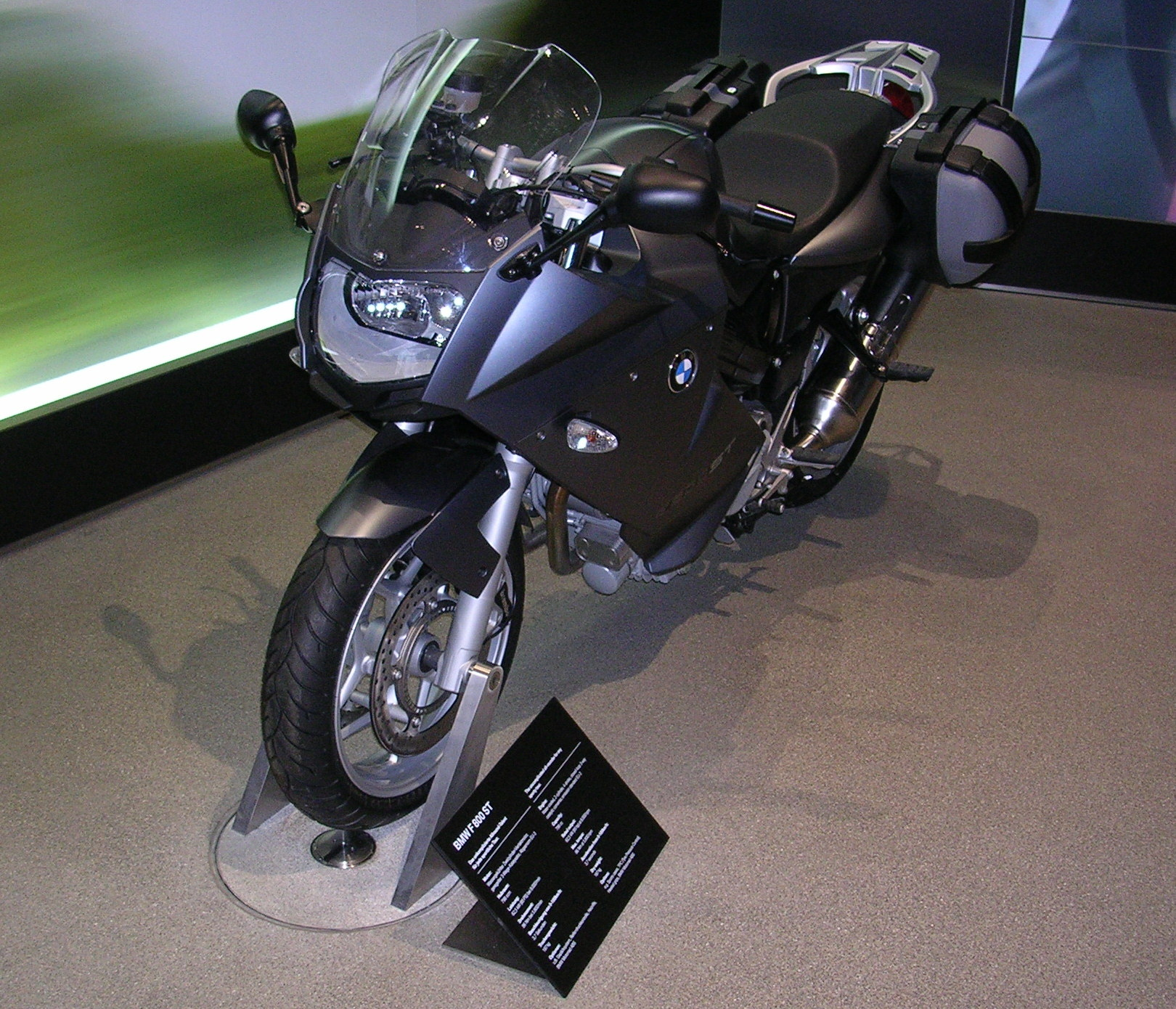
BMW F 800 ST

|                       | BMW F 800 S (2010)                                                     |
| --------------------- | ---------------------------------------------------------------------- |
| Motor                 | 2-Zylinder-Viertakt                                                    |
| Hubraum               | 798 cm³                                                                |
| Bohrung × Hub         | 82 × 75,6 mm                                                           |
| Leistung              | 62,5 kW (85 PS) bei 8000/min                                           |
| Max. Drehmoment       | 86 Nm bei 5800/min                                                     |
| Ventilsteuerung       | zwei obenliegende Nockenwellen, vier Ventile pro Zylinder              |
| Verdichtung           | 12,0 : 1                                                               |
| Kühlung               | Wasserkühlung                                                          |
| Abgasreinigung        | 3-Wege-Katalysator, Abgasnorm EU-3                                     |
| Kupplung              | Mehrscheibenkupplung im Ölbad                                          |
| Getriebe              | 6-Gang-Klauengetriebe                                                  |
| Rahmen                | Brückenrahmen aus Aluminium, Motor mittragend                          |
| Federung vorn         | Teleskopgabel, Federweg 140 mm                                         |
| Federung hinten       | Einarmschwinge aus Aluminiumguss mit Zentralfederbein, Federweg 140 mm |
| Radstand              | 1466 mm                                                                |
| Sitzhöhe              | 840 mm (bei Leergewicht)                                               |
| Reifen vorn           | 120/70 ZR 17                                                           |
| Reifen hinten         | 180/55 ZR 17                                                           |
| Bremse vorn           | Doppelscheibenbremse, Ø 320 mm, 4-Kolben-Festsattel                    |
| Bremse hinten         | Einscheibenbremse, Ø 265 mm, 1-Kolben-Schwimmsattel                    |
| Leergewicht           | 204 kg                                                                 |
| Tankinhalt            | 16 l                                                                   |
| Verbrauch             | bei konstant 130 km/h 4,1 l                                            |
| Höchstgeschwindigkeit | über 200 km/h                                                          |
| Übersetzung           | Ritzel 16 Zähne – Kettenrad 42 Zähne                                   |

## Kritiken
Norbert Kappes von der Fachzeitschrift Motorrad kritisierte Geräusche im Antriebsstrang mit den Worten: „Doch einfach locker aus dem Handgelenk im Sechsten zum Überholen ansetzen, das klappt mit der F 800 nicht. Schalten ist angesagt – und oft mit Geräuschen verbunden. Meist werden die Gangwechsel von einem heftigen «Klonk» untermalt. […] Ob bei Lastwechseln oder im Schiebebetrieb, immer klonkt und klackert es, als wäre reichlich Spiel zwischen den Zahnrädern.“ BMW begegnete der Kritik mit technischen Änderungen am Antriebsstrang.

„Besonders gefällt aber die enorme Leichtigkeit und Agilität, mit der sich die F 800 S und – dank des etwas höheren und breiteren Rohrlenkers – insbesondere die F 800 ST um Biegungen aller Art zirkeln lassen. Es gibt nicht viele Motorräder auf dem Markt, die ähnlich viel Kurvenspaß bereiten können. Daran hat – neben ausgeklügelter Technik und Gewichtsverteilung – auch das geringe absolute Gewicht Anteil.“

„Die F 800 fährt sich wie ein ganz normales, sehr gut abgestimmtes und ziemlich handliches Motorrad. Der herrliche Motor steckt in einem prächtigen Fahrwerk. Hatte man in den letzten Jahren manchmal den Eindruck, dass BMW ungewöhnliche technische Lösungen oft als Selbstzweck gewählt hat, kann man sich bei der F 800 ziemlich sicher sein, dass bei der Entwicklung nicht nur technikgeile Ingenieure, sondern auch begeisterte Motorradfahrer beteiligt waren.“